# Моринга
Моринга, Морінга (Moringa) — єдиний рід рослин монотипної родини морингові (Moringaceae), що входить в порядок капустоцвітні, охоплює 13 видів, поширених в субтропічних і тропічних областях планети.

## Значення
Деякі види моринги є корисними для здоров'я, використовуються в косметології, в техніці і як дороговартісна олія в їжу.
Докладніше див. у статті моринга масляниста.

## Види
- Moringa arborea — Моринга деревоподібна
- Moringa borziana
- Moringa concanensis
- Moringa drouhardii
- Moringa hildebrandtii — Моринга Хільдебрандта
- Moringa longituba
- Moringa oleifera — Моринга масляниста
- Moringa ovalifolia
- Moringa peregrina
- Moringa pygmaea
- Moringa rivae
- Moringa ruspoliana
- Moringa stenopetala